# Echoverleihung 2018
Die 27. und letzte Echoverleihung der Deutschen Phono-Akademie fand am 12. April 2018 in der Messe Berlin statt. Der Echo wurde wie im vorherigen Jahr in 22 Kategorien vergeben, was live vom deutschen Privatsender VOX übertragen wurde. Über die Gewinner entschieden rund 550 Jurymitglieder. Die meisten Nominierungen verbuchten mit jeweils vier Bausa und Ed Sheeran; es folgte Luis Fonsi mit drei Nominierungen. Andreas Herbig (Produzent national), Patrick Salmy (Produzent national) und Ed Sheeran (Hit des Jahres) wurden mehrfach innerhalb einer Kategorie nominiert; so war Sheeran viermal nominiert, konnte aber nicht mehr als drei Preise gewinnen, was ihm auch gelang. Fonsi erhielt einen Preis und war damit der erste Echo-Gewinner aus Puerto Rico.
Die Nominierung und Auszeichnung des Albums Jung, brutal, gutaussehend 3 von Farid Bang und Kollegah stieß auf breite Kritik, da Kritiker in darauf enthaltenen Liedern gewaltverherrlichende und in Teilen antisemitische Texte sahen. Kollegah und Farid Bang gewannen trotz Kritik einen Echo in der Kategorie Hip-Hop/Urban national. In der Folge gaben mehrere mit dem Preis ausgezeichnete Künstler ihren Echo aus Protest gegen diese Entscheidung zurück.
Die Preisverleihung hatte keinen festen Moderator. Der VOX-Moderator Amiaz Habtu übernahm zwar einzelne Moderationsaufgaben, doch ansonsten stand der Abend unter dem Motto „von Musikern für Musiker“, wodurch überwiegend die Nominierten selbst durch den Abend führten. Erstmals fand ein „Echo Public Viewing Deluxe“ statt, an dem mehr als 1000 Fans teilnehmen konnten.

## Promotion
Zwei Wochen vor der Preisverleihung begann der deutsche Musiksender Deluxe Music damit, alle Nominierten zu kennzeichnen. Während der Übertragung von Musikvideos der Nominierten wurde in der oberen linken Ecke des Bildes immer der Hinweis „Echo 2018 nominiert“ eingeblendet. VOX selbst rief den Hashtag „#IchguckECHO“ ins Leben, der in sämtlichen Werbeunterbrechungen im Vorfeld beworben wurde. Dabei handelte es sich um kurze Werbeclips, in denen aktuelle und ehemalige Echo-Nominierte sowie bekannte VOX-Gesichter den Hashtag inszenierten. In der Woche, in der der Echo verliehen wurde, stand auch die VOX-Doku-Soap Shopping Queen in seinem Zeichen. Die fünf Teilnehmerinnen wollten allesamt zur Echo-Verleihung samt After-Show-Party, die Gewinnerin erhielt letztendlich zwei Eintrittskarten. Vor der Übertragung berichteten Nova Meierhenrich, Nina Bott und Amiaz Habtu live vom roten Teppich für das VOX-Boulevardmagazin Prominent!. Im Anschluss an die Preisverleihung meldeten sich die drei Moderatoren live von der After-Show-Party und führten Interviews mit Gästen und Echo-Gewinnern.

## Skandal um Kollegah und Farid Bang
Vor der Verleihung des Echo Pop 2018 an Kollegah und Farid Bang in der Kategorie Hip-Hop/Urban National verurteilte das Internationale Auschwitz Komitee die geplante Teilnahme des Rap-Duos: Sie sei „für alle Überlebenden des Holocaust ein Schlag ins Gesicht und ein für Deutschland beschämender Vorgang“; insbesondere aufgrund der Textzeilen aus dem Song 0815 „Mein Körper definierter als von Auschwitzinsassen“ und „Mache wieder mal ’nen Holocaust, komm’ an mit dem Molotow“. Der Ethik-Rat hatte sich im Vorfeld mit Blick auf die Meinungsfreiheit gegen einen Ausschluss der Sänger entschieden; Provokationen seien allgemeines Stilmittel der Rapper. Der Frage, inwiefern Antisemitismus in den Texten auf JBG 3 eine Rolle spielt, sind die Sprachwissenschaftler Sven Bloching und Jöran Landschoff nachgegangen. Das Ergebnis ihrer Studie, die den Titel Diffamierungen, Humor und Männlichkeitskonstruktionen trägt, wurde im Sprachreport 4/2018 veröffentlicht. Zur umstrittenen Zeile stellen sie fest: „Im Kontext dieser Analyse liegt die Vermutung eines systematischen Antisemitismus allerdings fern, da sich diese zwei Zeilen als drastische Tabubrüche lesen und der Auschwitz-Vergleich sich in die Kategorie der Diffamierung von Opfern historischer Ereignisse generell, die Holocaust-Zeile als der Versuch der Darstellung einer maximal grausamen Gewaltanwendung einordnen lassen.“
Bei der Verleihung am 12. April 2018 erklärte der Sänger Campino, Provokation sei ein wichtiges Stilmittel; wenn diese aber frauenfeindlich, homophob, rechtsextrem oder antisemitisch sei, sei eine Grenze überschritten.
In der Folge wurde die Verleihung des Preises an Kollegah und Farid Bang und deren Auftritt bei der Verleihung von zahlreichen Medien, Künstlern und Politikern scharf kritisiert. Der jüdische Autor Oliver Polak schrieb: „Rapper wie Kollegah sind schuld, dass jüdische Jugendliche auf Schulhöfen Angst haben. Und so jemand bekommt einen Preis – am Holocaustgedenktag. Warum mir bei der Echo-Verleihung schlecht wurde.“ Der Antisemitismusbeauftragte der Bundesregierung, Felix Klein, erklärte, derartige Textstellen seien inakzeptabel. Sie „verletzten nicht nur Holocaustüberlebende, sondern auch ihre Familien. Das missbraucht die Kunstfreiheit. Es ist sehr problematisch, dass damit auch noch Hunderttausende junger Menschen erreicht werden.“ Ähnlich urteilte Außenminister Heiko Maas.
Peter Maffay, der die Echoverleihung nach dem Auftritt der beiden Rapper aus Protest mit einigen anderen Personen vorzeitig verlassen hatte, bezeichnete die Verleihung als „Ohrfeige für das demokratische Verständnis in unserem Land“; sie zeige „die Erosion in unserer Gesellschaft und im Musikgeschehen“ auf und sei Ausdruck einer „Mischung aus Dummheit, Feigheit und fachlicher Inkompetenz“.
Wolfgang Börnsen als Mitglied des Echo-Ethikbeirats verteidigte hingegen die Verleihung. Es gehe „um die Grenzen der Meinungs- und Kunstfreiheit in unserem Land“. Hätte der Beirat „das Album nicht zur Preisverleihung zugelassen, wäre das Zensur“. Er räumte allerdings ein, „Grundlage jeder Kunst muss immer die Würde des Menschen sein“, und er hielte es für angemessen, „wenn die beiden umstrittenen Musiker ihren Echo-Preis zurückgeben würden“. Dieser Auffassung widersprach Igor Levit, der darauf hinwies, dass es nicht um Zensur gehe, sondern darum, ob man diese Musik auch noch auszeichnen müsse. Er wies darauf hin, dass die Freiheit der Kunst ebenfalls bedeute, dass man die entsprechenden Inhalte auch ablehnen und bekämpfen dürfe.
Aus der Hip-Hop-Szene äußerte sich die Antilopen Gang. Ihre Sprecher sehen Antisemitismus nicht allein bei Kollegah; er sei vielmehr „ein Teil der Szene“. Kendra Stenzel sah hingegen in einem Spiegel-Artikel keine Belege einer antisemitischen Grundhaltung.
Als Reaktion auf die Verleihung gab zunächst das Notos Quartett, Gewinner des Echo Klassik 2017 in der Kategorie Nachwuchskünstler des Jahres, seine Auszeichnung zurück, da „dieser Preis offenen Rassismus toleriert, ihm gar eine Plattform bietet und ihn auszeichnet“ und die Echo-Trophäe nun „nichts mehr als ein Symbol der Schande“ sei. In der Folge gaben auch der Musiker Klaus Voormann, der Pianist Igor Levit, der Dirigent Enoch zu Guttenberg, der Rock-Musiker Marius Müller-Westernhagen, der Dirigent Christian Thielemann, die Sächsische Staatskapelle Dresden, drei ehemalige Sänger der Wise Guys, der Dirigent Daniel Barenboim, die Staatskapelle Berlin und das West-Eastern Divan Orchestra ihre Echo-Auszeichnungen zurück. Der Dirigent Mariss Jansons und das Symphonieorchester des Bayerischen Rundfunks distanzierten sich von ihren Auszeichnungen, gaben sie jedoch nicht zurück.
Der Präsident des Deutschen Kulturrats, Christian Höppner, verließ aus Protest den Beirat des Echo-Musikpreises, ebenso der Präsident des Deutschen Musikrats, Martin Maria Krüger.
Als Konsequenz kündigten der Safthersteller Voelkel und der Autohersteller Škoda ihren Rückzug als Sponsoren des Musikpreises an.
Tage vor der Preisverleihung nahm die Plattenfirma Bertelsmann Music Group Entertainment (BMG) Kollegah und Farid Bang in Schutz und ließ verlauten: „Wir nehmen Künstler und künstlerische Freiheit ernst, und wir sagen unseren Künstlern nicht, was ihre Texte enthalten sollten und was nicht“. Nach tagelanger negativer Berichterstattung teilte BMG mit, dass sie die Zusammenarbeit mit den beiden Rappern „vorerst ruhen“ lasse.
Als Folge der Kritik wurde die Vergabe des Echos eingestellt. Zudem leitete die Staatsanwaltschaft Düsseldorf Ermittlungen gegen das Rap-Duo wegen Volksverhetzung ein. Zuvor waren zwei Strafanzeigen bei der Behörde eingegangen. Im Juni 2018 stellte die Staatsanwaltschaft die Ermittlungen gegen Kollegah und Farid Bang ein.

## Liveauftritte
- Shawn Mendes / Alice Merton – In My Blood / No Roots
- Jason Derulo – Swalla / Tip Toe / Colors
- Helene Fischer, Gregor Meyle & Götz Alsmann – Lieb mich dann
- Rita Ora – Your Song / Anywhere und For You (mit Liam Payne)
- Rea Garvey und Kool Savas – Is It Love?
- Luis Fonsi – Despacito und Échame la culpa (mit Helene Fischer)
- Mark Forster und Gentleman – Like a Lion
- Kylie Minogue – Dancing
- Kollegah & Farid Bang – All Eyez on Us
- Klaus Voormann & Wolfgang Niedecken – Mighty Quinn

## Preisträger und Nominierte

### Album des Jahres
Ed Sheeran – ÷
- Helene Fischer – Helene Fischer
- The Kelly Family – We Got Love
- Kollegah &  Farid Bang – Jung, brutal, gutaussehend 3
- Die Toten Hosen – Laune der Natur

### Hit des Jahres
Ed Sheeran – Shape of You
- Ed Sheeran – Perfect
- Bausa – Was du Liebe nennst
- Luis Fonsi feat.  Daddy Yankee – Despacito
- Imagine Dragons – Thunder

### Künstler Pop national
Mark Forster – Tape
- Peter Maffay – MTV Unplugged
- Johannes Oerding – Kreise
- Adel Tawil – So schön anders
- Wincent Weiss – Irgendwas gegen die Stille

### Künstlerin Pop national
Alice Merton – No Roots
- Yvonne Catterfeld – Guten Morgen Freiheit
- Julia Engelmann – Poesiealbum
- Lina Larissa Strahl – Ego
- Kerstin Ott – Herzbewohner

### Band Pop national
Milky Chance – Blossom
- Deine Freunde – Keine Märchen
- Die Lochis – #Zwilling
- Radio Doria – 2 Seiten
- Söhne Mannheims – MannHeim

### Schlager
Helene Fischer – Helene Fischer
- Andrea Berg – 25 Jahre Abenteuer Leben
- Fantasy – Bonnie & Clyde
- Maite Kelly – Sieben Leben für dich
- Ben Zucker – Na und?!

### Volkstümliche Musik
Santiano – Im Auge des Sturms
- Die Amigos – Zauberland
- Kasalla – Mer sin eins
- Kastelruther Spatzen – Die Tränen der Dolomiten
- voXXclub – Donnawedda

### Hip-Hop/Urban national
Kollegah &  Farid Bang – Jung, brutal, gutaussehend 3
- 187 Strassenbande – Sampler 4
- Kontra K – Gute Nacht
- RAF Camora – Anthrazit
- SpongeBOZZ – Started from the Bottom / KrabbenKoke Tape

### Dance national
Robin Schulz – Uncovered
- Alle Farben – Bad Ideas und Little Hollywood
- Alex Christensen &  The Berlin Orchestra – Classical 90s Dance
- Gestört aber geil – #Zwei
- Felix Jaehn – I

### Rock national
Die Toten Hosen – Laune der Natur
- Beatsteaks – Yours
- Eisbrecher – Sturmfahrt
- Kraftklub – Keine Nacht für Niemand
- SDP – Die bunte Seite der Macht

### Künstler international
Ed Sheeran – ÷
- Jason Derulo – If I’m Lucky, Tip Toe und Swalla
- Eminem – Revival
- Luis Fonsi – Despacito und Despacito & Mis grandes éxitos
- Michael Patrick Kelly – iD

### Künstlerin international
P!nk – Beautiful Trauma
- Camila Cabello – Camila
- Dua Lipa – Dua Lipa
- Rita Ora – Your Song und Anywhere
- Taylor Swift – reputation

### Band international
Imagine Dragons – Evolve
- Depeche Mode – Spirit
- The Kelly Family – We Got Love
- Linkin Park – One More Light
- Sunrise Avenue – Heartbreak Century

### Newcomer national
Wincent Weiss – Irgendwas gegen die Stille
- Bausa – Powerbausa
- RIN – EROS
- Ben Zucker – Na und?!
- Zuna – Mele7

### Newcomer international
Luis Fonsi – Despacito und Mis grandes éxitos
- Camila Cabello – Camila
- DJ Khaled – Grateful
- French Montana – Jungle Rules
- Ofenbach – Be Mine und Katchi

### Produzent national
Peter Keller – MTV Unplugged (Peter Maffay)
- Thorsten Brötzmann, Martin Fliegenschmidt, David Gold, Robin Grubert, Andreas Herbig, Patrick Salmy, Silverjam & Ali Zuckowski – Helene Fischer (Helene Fischer)
- Bausa, Bounce Brothas, The Cratez, Jugglerz & reezy – Powerbausa (Bausa)
- B-Case, Beatzarre, Djorkaeff, Andreas Herbig, Paul NZA, Yvan Peacemaker, Marek Pompetzki, Patrick Salmy – So schön anders (Adel Tawil)
- Lex Lugner,  Minhtendo,  OZ &  Alexis Troy – EROS (RIN)

### Bestes Video national
Beatsteaks feat.  Deichkind – L auf der Stirn
- Bausa – Was du Liebe nennst
- Kat Frankie – Bad Behaviour
- Fünf Sterne deluxe – Moin Bumm Tschack
- Marteria feat.  Teutilla – Aliens

### Kritikerpreis national
Haiyti – Montenegro Zero
- Casper – Lang lebe der Tod
- Feine Sahne Fischfilet – Sturm & Dreck
- Nils Frahm – All Melody
- Tocotronic – Die Unendlichkeit

### Lebenswerk
Klaus Voormann (zurückgegeben)
Laudator: Wolfgang Niedecken

### Partner des Jahres
Geschäftsführer Alexander Schulz für Reeperbahn Festival

### Handelspartner des Jahres
Apple Music

### Soziales Engagement
PEACE by PEACE von Fetsum und Tedros „Teddy“ Twelde

## Kritik
- Kurz nach Bekanntgabe der Nominierten beklagte das deutsche Online-Magazin für deutschsprachige Musik smago! wie auch schon in den vergangenen Jahren, dass das Zustandekommen der Nominierten nicht transparent genug sei. Es sei nicht nachvollziehbar, warum in der Kategorie „Schlager“ das Duo Fantasy für ihr Werk Bonnie & Clyde – das sich nur auf Position drei der deutschen Albumcharts platzierte – und nicht die Nummer-eins-Alben Jetzt geht’s richtig los von Klubbb3 oder Regenbogen von Vanessa Mai nominiert seien. Es sei geradezu ein Witz, dass beispielsweise Helene Fischer vor zwei Jahren nicht für die Kategorie „Schlager“ berücksichtigt worden sei und Vanessa Mai den Preis für ihr Album Für Dich bekam, diese aber für ihr Nummer-eins-Album in diesem Jahr nicht einmal für die Nominierung berücksichtigt wurde. Des Weiteren kritisiert das Online-Magazin, dass nur ein Schlager-Echo und nicht mehrere, wie es früher schon war, verliehen wird.[28]

- Dominik Sliskovic vom Musikexpress beschrieb die Nominierung mit Musikern wie der Kelly Family, Die Toten Hosen, Depeche Mode und Ed Sheeran als „Playlist eines Dorf-DJs“. Sheeran habe es mit Perfect und Shape of You mit gleich zwei Liedern in die Nominiertenliste für den „Hit des Jahres“ geschafft, was nicht nur beweise, wie beschränkt offenbar der „Mainstream-Radio-Geschmack“ Deutschlands sei, sondern auch, dass der Echo „augenscheinlich“ noch immer nur eine von Verkaufszahlen und Airplays „diktierte“ Veranstaltung sei. Anders sei nicht zu erklären, dass ein einzelner Künstler zwei so „markerschütternd gute Hits“ aufgenommen habe, die unbedingt für den Echo nominiert werden müssten, weil man sonst dem Musikjahr 2017 nicht gerecht werde.

Dieses „offene Geheimnis“ werde nur noch dadurch untermauert, dass Julia Engelmann mit ihrem unmusikalischen Poesiealbum eine Nominierung als „Künstlerin Pop National“ erhalten habe. Weiter kritisiert Sliskovic die Nominierung von SDP in der Kategorie „Rock national“; diese seien in etwa so weit entfernt vom Konzept einer Rockband wie die SPD von der Kanzlerschaft. Einen Preis, der von sich als „eine[m] der wichtigsten und renommiertesten Musikawards der Welt“ spreche und dann Jason Derulo als Kandidaten für den Preis als „Künstler International“ ins Rennen schicke, könne man 2018 nicht wirklich als renommiert ansehen, zumal die Begründung für seine Nominierung nicht auf einem Album, sondern auf dem „albernen Radio-Pausenfüller“ Swalla basiere. Dass es eventuell einen Zusammenhang zwischen seiner Nominierung (und seinem möglichen Echo-Erfolg) mit seinem Liveauftritt bei der Preisverleihung gebe, „können wir uns gar nicht vorstellen …“.
Erfreuliches gebe es in der Sparte „Newcomer national“. Da habe es mit RIN ein Act in die Shortlist geschafft, der nicht nur polarisiere, sondern deutsche Musik neu denke. Generell scheine es jedoch, dass sich die Verantwortlichen mit der Newcomer-Sparte schwer täten. Oder wie solle man erklären, dass French Montana, der mit seinem Debütalbum Excuse My French bereits 2013 auf Platz 4 der Billboard 200 gestanden habe, nun im Jahr 2018 als potenzieller Newcomer-Sieger aus der Echoverleihung gehen könne? Wie könne es sein, dass die „Echo-Entscheider“ jetzt erst auf DJ Khaled stießen und ihn eventuell als „Newcomer der Jahres“ auszeichnen wollten, obwohl dieser seit über einem Jahrzehnt im Geschäft sei? Dass mit Luis Fonsi einer der „größten Stars des Latin Pop“ nun beim Echo als Newcomer geehrt werde, gleiche bereits einem „diplomatischem Affront“. Jahr für Jahr reite sich der Echo mit solchen Entscheidungen nur immer tiefer in die „Bedeutungslosigkeit“. Vom versprochenen Diskurs mit Musikkritikern sei für Außenstehende erst einmal nichts zu sehen.